# Pseudunela cornuta
Pseudunela cornuta is een slakkensoort uit de familie van de Pseudunelidae. De wetenschappelijke naam van de soort is voor het eerst geldig gepubliceerd in 1970 door Challis.